# Alfred Hage (handelsmand)
 Der er flere personer med dette navn, se Alfred Hage (landbrugsminister).
Peter Anton Alfred Hage (født 31. december 1803 i Stege, død 6. marts 1872 i København) var en dansk handelsmand, godsejer og politiker.

## Handelsmanden
Alfred Anton Hage var af hollandsk slægt og søn af Christopher Friedenreich Hage (død 15. august 1849 i en høj alder) og Christiane Arnette født Just. Han kom som barn i huset hos pastor (senere provst) D.P. Smith i Horslunde for at forberedes til at studere, men hans lyst drev ham til det praktiske liv, og han var kun 16 år gammel, da han indtrådte i faderens efter datidens forhold betydelige handelsforretning, og i 1828 blev han faderens partner. I 1832 gik han i kompagni med svogeren Hans Puggaard og nedsatte sig først i Nakskov, hvor han tillige overtog vicekonsulater for England, Sverige-Norge og Hannover (herfra stammede den konsultitel, som siden fulgte ham), men flyttede i 1842 til København. De 2 handelsfæller supplerede i denne deres første tid af virksomheden på en heldig måde hinanden; Puggaard var utrættelig virksom for at skaffe forretninger og skyede ingen møje for at åbne nye forbindelser, medens Hage besad det store overblik og havde den virkelige købmands lykkelige evne til at beregne og gribe de store chancer. Det var den opadgående tid, som netop begyndte for landbruget, kornavlen tog et mægtigt opsving både i kvantitet og kvalitet, og ophævelsen af kornlovene i England åbnede et rigt marked for de kornsorter, som gav overskud til udførsel. Det var overvejende kornhandel, som firmaet beskæftigede sig med, og handelshuset indtog snart en fremragende stilling i forretningsverdenen, som det bevarede i længere tid. Det tjente i løbet af ikke mange år en meget betydelig formue, så at begge kompagnonerne senere kunde trække sig ud af forretningerne som millionærer, men huset, hvis soliditet og pålidelighed var almindelig anerkendt, havde tillige ord for at være strengt nøjeregnende og forretningsmæssigt uden andet hensyn.

## Indtræden i politik
Gennem sine brødre Johannes og Hother var Hage tidlig kommet i forbindelse med de nationalliberale politikere, og andre familieforhold knyttede ham endnu nærmere til disse, ligesom hans egen åndsretning og hans begejstring for de engelske friheds- og frihandelsideer måtte drage ham til denne side. På Fædrelandets kontor var han en jævnlig gæst, og inden for sit faglige område var han bladets medarbejder. Jo nærmere det kritiske øjeblik kom, desto større blev hans politiske interesse. Da den slesvig-holstenske deputation sendtes til København i martsdagene 1848, og da dens sikkerhed på et hotel mulig kunne være truet, indbød Hage den til sit hjem i Kronprinsessegade, og her afgav studenterkorpset en (for øvrigt ganske overflødig) beskyttelsesvagt for den. Handelsforretningerne optog dengang Hage for stærkt, til at han kunne eller ville deltage i det aktive politiske liv, men han havde en alt for naturlig kaldelse til dette til længe at kunne holde sig tilbage; ved et suppleringsvalg 1. oktober 1851 stillede han sig i Københavns 2. kreds, men blev slået af C.F.A.B. Blixen-Finecke, som da ligeledes var en ny mand i politikken. Året efter, 4. august, valgtes han dog i denne kreds og vedblev at repræsentere den under de i denne periode hyppige valg, flere gange med C.A. Broberg som modstander, indtil han i 1858 faldt for overauditør Carl Vilhelm Lange; han vandt sig dog i 1859 en ny kreds i Mariager, og da han 1867 også fortrængtes herfra, valgtes han 1868 i Roskilde, som han vedblev at repræsentere til sin død. I Rigsrådet efter Fællesforfatningen af 2. oktober 1855 sad han som et af de for Folketinget valgte medlemmer. Hans særlige parlamentariske område var toldtariffen, finansielle og nationaløkonomiske spørgsmål, men af og til tog han også ordet under de storpolitiske debatter; ligesom han havde noget engelsk over sin person og optræden, således stræbte han også som taler efter at efterligne engelske mønstre, og han gjorde det med talent. Hans foredrag var korte, men indholdsrige, holdt med en naturlig simpelhed og jævnhed, kun skæmmede af en ikke ubetydelig læspen. Imellem partierne stod han med en vis uafhængighed, og skønt han vedblev nærmest at være knyttet til de nationalliberale, havde han tilknytningspunkter også med andre grupper, selv med Bondevennerne.

## Salonkultur med politisk indhold
Hans politiske betydning lå dog måske mere uden for Rigsdagssalen end i den. I sit rige og gæstfrie hjem forstod han at samle mænd af forskellige anskuelser og at bringe dem i social berøring med hinanden; i de stærkt bevægede år 1853 og 1854 gav han i sit store hus på Christianshavn de eneste politiske aftenselskaber, som vi har kendt her hjemme – netop sådanne, som der ofte har været drømt og talt om, at tingenes formænd skulle arrangere. I gården på Kongens Nytorv og på landstedet Stokkerup ved Øresund udfoldedes der ved alle forefaldende lejligheder (skandinaviske sammenkomster, de franske journalisters besøg, den arkæologiske kongres osv.) en fyrstelig gæstfrihed. Endnu større betydning havde dog de mindre kredse, som hyppig, næsten daglig, samledes hos ham, og hvor ikke blot fremragende danske mænd mødtes, men hvor også svenske gæster stadig fandtes, thi Hage var efterhånden blevet en af Sveriges større ejendomsbesiddere og stod i levende forretningsforbindelse med navnlig det skånske aristokrati. Han havde bl.a. herregården Sirekøbing. Kunsten og videnskaben var ikke mindre repræsenterede end politikken i Hages hus, som i det hele har været skuepladsen for meget betydningsfulde begivenheder i Danmarks historie. Han bestilte hos Constantin Hansen, Den Grundlovgivende Rigsforsamling, til ophængning i sit eget hjem. Billedet hænger i dag på Frederiksborgmuseet.

## Familie
Hage var gift med Frederikke Wilhelmine født Faber (født 18. februar 1810), datter af krigsråd, fyrinspektør Faber på Nakkehoved Fyr og tidligere gift med kateket, senere provst, M.C.W. Michelsen. En datter af hans hustrus første ægteskab blev gift med Carl Ploug, en anden med billedhuggeren Herman Wilhelm Bissen; hans egen, eneste datter Ville blev gift med komponisten Peter Heise. Af de 3 sønner, hvoraf de 2 ældste deltog i krigen 1864, blev den mellemste, Christoffer, såret ved Dybbøl 18. marts og døde på Broager lazaret. Sønnerne Johannes og Alfred blev politikere.
Børn:
- Frederikke Elisabeth "Elise" Michelsen, adopteret Hage (7. marts 1834 – 5. februar 1904), gift med Carl Ploug
- Johanne Hanne Vilhelmine Michelsen, adopteret Hage (13. februar 1836 – 28. juli 1862), gift med Vilhelm Bissen, søn af Herman Wilhelm Bissen
- Vilhelmine "Ville" Hage (1838-1912), gift med Peter Heise
- Christoffer Hage (1841 – 20. april 1864), officersaspirant, faldet i den 2. Slesvigske Krig
- Johannes Hage (1842-1923)
- Alfred Hage (1843-1922)

Ved en uforsigtighed pådrog Hage sig en lungebetændelse, som i løbet af kort tid endte hans liv 6. marts 1872; ved begravelsen fra Vor Frue Kirke holdt Ditlev Gothard Monrad, der havde hørt til husets faste venner, en karakteristisk ligtale over ham. Hans enke døde 23. december 1891.
Han er begravet på Holmens Kirkegård.
Der findes portrætmalerier af Constantin Hansen (Nivågård), Wilhelm Marstrand 1852 og Frederik Vermehren 1876 (Oremandsgård). Portrætteret på Constantin Hansens maleri af Den grundlovgivende Rigsforsamling (1860-64; Frederiksborgmuseet). Buste af H.W. Bissen 1859. Medaljon på gravstenen af Vilhelm Bissen. Træsnit 1872.

## noter
1. ↑    - Bjarne Jarnæs. Constantin Hansen 1804-1880, "Den grundlovgivende Rigsforsamling – en tekstmosaik", side 101-110, ISBN 87-7521-052-5